# 11004 Stenmark
A 11004 Stenmark (ideiglenes jelöléssel 1980 FJ1) egy kisbolygó a Naprendszerben. Claes-Ingvar Lagerkvist fedezte fel 1980. március 16-án.